# Brazília elnökeinek listája

Brazília címere

1889-ben Deodoro da Fonseca, a Brazil Birodalom marsallja kikiálltotta II. Péter brazil császár trónfosztását, amelyet követően a császárt és családját felrakták egy hajóra, és visszaküldték őket Európába, és ezzel a monarchia megszűnt a dél-amerikai országban. Két évvel később Fonseca vezetésével megszerveződött a brazil parlament amelynek első elnöke a marsall volt.

## Az első köztársaság idején
| Sorszám | Név                | Kép | Beiktatás                 | Hivatal vége              | Párt                          | Megjegyzés |
| ------- | ------------------ | --- | ------------------------- | ------------------------- | ----------------------------- | ---------- |
| 1       | Deodoro da Fonseca |     | 1891. február 26.         | 1891. november 23.        | Nincs (katonai vezető)        |            |
| 2       | Floriano Peixoto   |     | 1891. november 23.        | 1894. november 14.        | Nincs (katonai vezető)        |            |
| 3       | Prudente da Morais |     | 1894. november 15.        | 1898. november 14.        | Szövetségi Republikánus Párt  |            |
| 4       | Campos Sales       |     | 1898. november 15.        | 1902. november 14.        | São Paulo-i Republikánus Párt |            |
| 5       | Rodrigues Alves    |     | 1902. november 15.        | 1906. november 14.        | São Paulo-i Republikánus Párt |            |
| 6       | Afonso Pena        |     | 1906. november 15.        | 1909. június 14.          | Mineiroi Republikánus Párt    |            |
| 7       | Nilo Peçanha       |     | 1909. június 14.          | 1910. november 14.        | Rioi Republikánus Párt        |            |
| 8       | Hermes da Fonseca  |     | 1910. november 15.        | 1914. november 14.        | Konzervatív Republikánus Párt |            |
| 9       | Venceslau Brás     |     | 1914. november 15.        | 1918. november 14.        | Mineiroi Republikánus Párt    |            |
| -       | Rodrigues Alves    |     | Nem vette fel a hivatalt. | Nem vette fel a hivatalt. | São Paulo-i Republikánus Párt |            |
| 10      | Delfim Moreira     |     | 1919. január 16.          | 1919. július 28.          | Mineiroi Republikánus Párt    |            |
| 11      | Epitácio Pessoa    |     | 1919. július 28.          | 1922. november 14.        | Mineiroi Republikánus Párt    |            |
| 12      | Artur Bernardes    |     | 1922. november 15.        | 1926. november 14.        | Mineiroi Republikánus Párt    |            |
| 13      | Washington Luís    |     | 1926. november 15.        | 1930. október 24.         | São Paulo-i Republikánus Párt |            |
| -       | Júlio Prestes      |     | Nem vette fel a hivatalt. | Nem vette fel a hivatalt. | São Paulo-i Republikánus Párt |            |

## A Vargas-korszakban
| Sorszám | Név                                                                    | Kép | Beiktatás         | Hivatal vége      | Párt                    | Megjegyzés |
| ------- | ---------------------------------------------------------------------- | --- | ----------------- | ----------------- | ----------------------- | ---------- |
| -       | Katonai junta: 1) Augusto Fragoso 2) Isaías de Noronha 3) Mena Barreto |     | 1930. október 24. | 1930. november 3. | Nincs (katonai vezetők) |            |
| 14      | Getúlio Vargas                                                         |     | 1934. július 20.  | 1945. október 29. | Liberális Szövetség     |            |
| 15      | José Linhares                                                          |     | 1945. október 29. | 1946. január 31.  | -                       |            |

## A második köztársaság idején
| Sorszám | Név                  | Kép | Beiktatás           | Hivatal vége        | Párt                       | Megjegyzés |
| ------- | -------------------- | --- | ------------------- | ------------------- | -------------------------- | ---------- |
| 16      | Gaspar Dutra         |     | 1946. január 31.    | 1951. január 30.    | Szociáldemokrata Párt      |            |
| 17      | Getúlio Vargas       |     | 1951. január 31.    | 1954. augusztus 24. | Brazil Munkaerő Párt       |            |
| 18      | Café Filho           |     | 1954.augusztus 24.  | 1956. január 30.    | Progresszív Szociális Párt |            |
| 19      | Carlos Luz           |     | 1955. november 9.   | 1955. november 11.  | Szociáldemokrata Párt      |            |
| 20      | Nereo Ramos          |     | 1955. november 11.  | 1956. január 30.    | Szociáldemokrata Párt      |            |
| 21      | Juscelino Kubitschek |     | 1956. január 31.    | 1961. január 30.    | Szociáldemokrata Párt      |            |
| 22      | Jânio Quadros        |     | 1961. január 31.    | 1961. augusztus 25. | Nemzeti Munkaerő Párt      |            |
| 23      | Ranieri Mazzilli     |     | 1961. augusztus 25. | 1961. szeptember 7. | Szociáldemokrata Párt      |            |
| 24      | João Goulart         |     | 1961. szeptember 7. | 1964. április 1.    | Brazil Munkaerő Párt       |            |

## A katonai rezsim idején
| Sorszám | Név                                                                   | Kép | Beiktatás           | Hivatal vége      | Párt                          | Megjegyzés |
| ------- | --------------------------------------------------------------------- | --- | ------------------- | ----------------- | ----------------------------- | ---------- |
| 25      | Ranieri Mazzilli                                                      |     | 1964. április 1.    | 1964. április 15. | Szociáldemokrata Párt         |            |
| 26      | Castelo Branco                                                        |     | 1964. április 15.   | 1967. március 14. | Nemzeti Szövetségi Újító Párt |            |
| 27      | Costa e Silva                                                         |     | 1967. március 15.   | 1969. október 14. | Nemzeti Szövetségi Újító Párt |            |
| -       | Katonai junta: 1) Augusto Rademaker 2) Aurélio de Lira 3) Márcio Melo |     | 1969. augusztus 31. | 1969. október 30. | Nincs (katonai vezetők)       |            |
| 28      | Emilio Medici                                                         |     | 1969. október 30.   | 1974. március 14. | Nemzeti Szövetségi Újító Párt |            |
| 29      | Ernesto Geisel                                                        |     | 1974. március 15.   | 1979. március 14. | Nemzeti Szövetségi Újító Párt |            |
| 30      | João Figueiredo                                                       |     | 1979. március 15.   | 1985. március 14. | Demokrata Szociális Párt      |            |

## A harmadik köztársaság idején
| Sorszám | Név                               | Kép | Beiktatás                           | Hivatal vége                        | Párt                          |
| ------- | --------------------------------- | --- | ----------------------------------- | ----------------------------------- | ----------------------------- |
| -       | Tancredo Neves (1910–1985)        |     | Nem vette fel a hivatalt.           | Nem vette fel a hivatalt.           | Brazil Demokratikus Mozgalom  |
| 31      | José Sarney (1930–)               |     | 1985. április 21.                   | 1990. március 14.                   | Brazil Demokratikus Mozgalom  |
| 32      | Fernando Collor (1949–)           |     | 1990. március 15.                   | 1992. december 29.                  | Nemzeti Szövetségi Újító Párt |
| 33      | Itamar Franco (1930–2011)         |     | 1992. december 29.                  | 1994. december 31.                  | Demokrata Mozgalom            |
| 34      | Fernando Henrique Cardoso (1931–) |     | 1995. január 1.                     | 2002. december 31.                  | Brazil Szociáldemokrata Párt  |
| 35      | Luiz Inácio Lula da Silva (1945–) |     | 2003. január 1.                     | 2010. december 31.                  | Munkáspárt                    |
| 36      | Dilma Rousseff (1947–)            |     | 2011. január 1.                     | 2016. május 12. 2016. augusztus 31. | Munkáspárt                    |
| 37      | Michel Temer (1940–)              |     | 2016. május 12. 2016. augusztus 31. | 2019 január 1.                      | Brazil Demokratikus Mozgalom  |
| 38      | Jair Bolsonaro (1955–)            |     | 2019. január 1.                     | 2023. január 1.                     | Szociálliberális Párt         |
| 39      | Luiz Inácio Lula da Silva (1945–) |     | 2023. január 1.                     |                                     | Munkáspárt                    |

## Fordítás
- Ez a szócikk részben vagy egészben  a   List of Presidents of Brazil című angol Wikipédia-szócikk fordításán alapul.  Az eredeti cikk szerkesztőit annak laptörténete sorolja fel. Ez a jelzés csupán a megfogalmazás eredetét és a szerzői jogokat jelzi, nem szolgál a cikkben szereplő információk forrásmegjelöléseként.